# Eric af Klint (1732–1812)
Eric af Klint, född 25 september 1732, på Kölby i Kalmar län, död 10 november 1812 på kungsladugården utanför Visby, var en svensk sjömilitär.

## Biografi

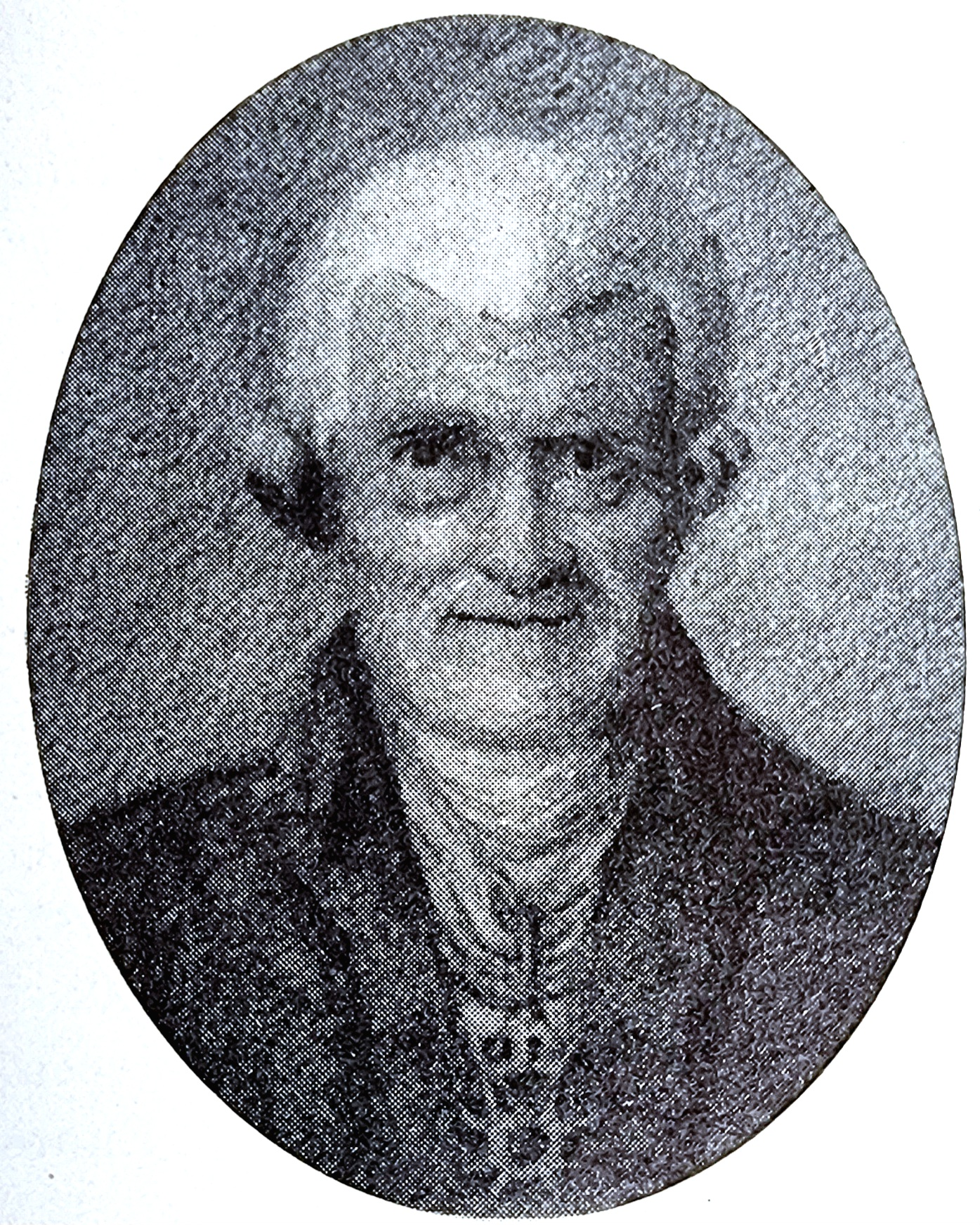
Erik af Klint

Klint blev löjtnant vid amiralitetet 1755 och major vid örlogsflottan 1776. Han utmärkte sig som fartygschef i Gustav III:s ryska krig och deltog i slagen vid Hogland, Reval, Öland, Svensksund och Viborgska gatloppet. Klint var vice landshövding på Gotland tre gånger mellan åren 1796-1808. År 1805 blev han adlad till af Klint. Efter sin pensionering 1796 ägnade sig Klint åt att utarbeta sjökort över Östersjön, Kattegatt, Finska viken och Bottniska viken. Den 10 november 1812 avled han i sitt hem utanför Visby, 80 år gammal.